# Артём и Ева
«Артём и Е́ва» — документальная драма 2023 года режиссёра Евгения Милых. В центре сюжета — взаимоотношения начинающей порноактрисы Евы Эльфи, стремительно набирающей популярность, и её парня Артёма.
Премьера фильма состоялась в марте 2023 года на Международном фестивале документального кино «Артдокфест» в Риге.

## Сюжет
Студентам Артёму и Юле 22 года, они недавно переехали из Омска в Москву. Желая подзаработать, пара решает снять порно-ролик и выложить его на Pornhub. Неожиданно видео становится популярным, и Юля, став звездой, берёт себе имя «Ева Эльфи». Артём учит Еву английскому языку, а также становится её менеджером.
Артём и Ева договариваются о том, что будут сниматься только вместе. Во время поездки на Pornhub Awards 2019 года они женятся в Лас-Вегасе. Ева с каждым днём становится всё популярнее, получает всё больше предложений о съёмках в Европе. В конце концов она завоёвывает свою первую награду — XBIZ Europa Award в категории «Артистка года — видеоклипы».
Между Артём и Евой нарастают противоречия. Еве нравится, новый образ жизни, в то время как Артём хочет уйти из порноиндустрии. Смогут ли они преодолеть все трудности, оставшись парой?

## В ролях
- Ева Эльфи — Юля, порноактриса
- Адам Оцелот — Артём, порноактёр, парень/муж Евы

## Производство
Изначально режиссёр хотел создать киноальманах о парах, снимающих домашнее порно, но в процессе первые две пары ушли из проекта и Милых сконцентрировался только на Артёме и Еве.
Съёмочный процесс длился примерно два года, на протяжении которых Милых жил с главными героями картины, и завершился в начале 2021 года.

## Релиз
Фильм был показан в рамках программы «Artdocfest Open» на 3-й Международном фестивале документального кино «Артдокфест», проходившем со 2 по 9 марта 2023 года в Риге. Картина также демонстрировалась на 14-м Beat Film Festival в Москве, проходившем с 8 по 18 июня, на 2-м международном фестивале документального кино «Флаэртиана» в Перми, проходившем с 15 по 21 сентября 2023 года, на 2-м международном кинофестивале дебютных фильмов Евразийского континента «Одна шестая» в Екатеринбурге, проходившем с 15 по 20 сентября 2023 года, на 33-м международном кинофестивале «Послание к человеку» в Санкт-Петербурге 21 октября 2023 года и в Тель-Авиве 31 августа 2023 года, куда на презентацию приезжала сама Ева Эльфи.

## Критика
По мнению Антона Долина из интернет-издания Meduza, «„Артем & Ева“ предстает фильмом если не революционным, то ревизионистским». Он похвалил особый подход к теме порноиндустрии, проявляющийся через визуальный стиль, а также разглядел в картине «акт чуть ли не политического протеста».
«„Артём и Ева“ — нежная мелодрама о том, как сложно сохранить отношения, когда в жизни происходят глобальные перемены» — Максим Ершов, «Фильм.ру».
В информационном агентстве «Ветеранские вести» фильм подвергли резкой критике, усмотрев в нём пропаганду «нетрадиционных сексуальных отношений», порнографии, секс-шопов и секс-игрушек. «Во всём фильме „Артем и Ева“ полностью отсутствует какая бы то ни было сюжетная линия, не связанная непосредственно с вышеописанным и не исчерпываемая этим. Все такие сцены демонстрируются в фильме „Артем и Ева“ умышленно — исключительно ради их демонстрации, никаких иных интенций таких действий выявить не представляется возможным» — заявили в агентстве.
Некоторые критики посчитали, что название фильма «Артём и Ева» может отсылаться к Адаму и Еве. По их мнению, «это не „история грехопадения“», Артём и Ева отказываются «признавать за собой какой-либо „грех“».

## Награды и номинации
Фильм был номинирован на национальную премию имени Дзиги Вертова в категории «лучший неигровой фильм года» и на премию «Белый слон» в категории «лучший документальный фильм». Также картина удостоилась упоминания жюри первого тура премии «Лавровая ветвь» в 2023 году.